# Romme
Romme (uttal [²rʊmːɛ] med o-ljud) är en stadsdel i Borlänge i sydöstra delen av Borlänge kommun, belägen söder om Tunaån och den större bebyggelsen i Borlänge.  Bebyggelsen var tidigare en egen tätort fram till 1975 samt centralort i Stora Tuna landskommun till 1971 då den införlivas i Borlänge kommun. Från 2015 räknades Romme åter som en separat tätort men räknades vid avgränsningen 2020 som en del av tätorten Borlänge.

## Etymologi
Namnet kommer ursprungligen från det fornsvenska rumber, som betyder öppen, rymlig eller fri.
Samma ord står bakom begreppet Romboland eller Rumboland, som betecknar ett öppet, skoglöst område lämpligt för odling. I Dalarna avses därvid de södra områdena, samt ibland också delar av Västmanland och Uppland.

## Historia
Dalregementet hade tidigare en exercisplats kallad Rommehedslägret på Rommehed.  På grund av militärens markanvändning på plats  finns en mycket intressant flora och fauna där och delar av exercisplatsen är ett naturreservat, benämnd Rommehed. Gräset har fått växa utan skog och trampats mycket av människor och djur i mer än 200 år. Marken under gräset är en del av den stora Badelundaåsen.

### Befolkningsutveckling
| Befolkningsutvecklingen i Romme 2015–2016 | Befolkningsutvecklingen i Romme 2015–2016 | Befolkningsutvecklingen i Romme 2015–2016 | Befolkningsutvecklingen i Romme 2015–2016 | Befolkningsutvecklingen i Romme 2015–2016 |
| --- | ----------------------------------------- | ----------------------------------------- | ----------------------------------------- | ----------------------------------------- |
| |                                           |                                           |                                           |                                           |
| År |                                           |                                           | Folkmängd                                 | Areal (ha)                                |
| 2015 | 2015                                      |                                           | 1 735                                     | 444                                       |
| 2016 | 2016                                      |                                           | 1 716                                     | 444##                                     |
| Anm.: Ny tätort 2015, var före dess en bebyggelse inom tätorten Borlänge ## Arean 31 december 2016, 2017 och 2018 fortsatt samma som avgränsades som tätort 2015. |                                           |                                           |                                           |                                           |

## Samhället
I norra Romme ligger Stora Tuna kyrka
I Romme ligger både Tunets förskola och Tunets skola. Den senare har undervisning från förskola till och med sjätte klass, har även slöjdsalar, gymnastikhall och simhall. I närheten av skolorna ligger Tunets IP som stod värd för Världsmästerskapet i bandy för damer 2008.
I anslutning till Romme ligger Borlänges flygplats Dala Airport och  Romme travbana. Vintersportanläggningen Romme Alpin ligger knappt 1 mil söder om Romme vid den lilla byn Koppslahyttan.

## Galleri

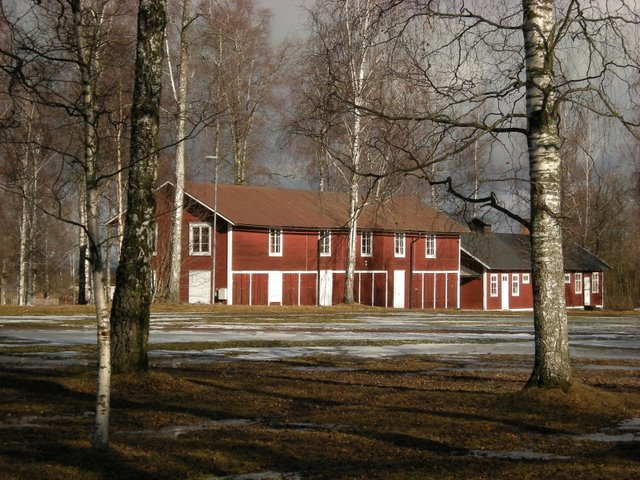
Kompanirustkammaren
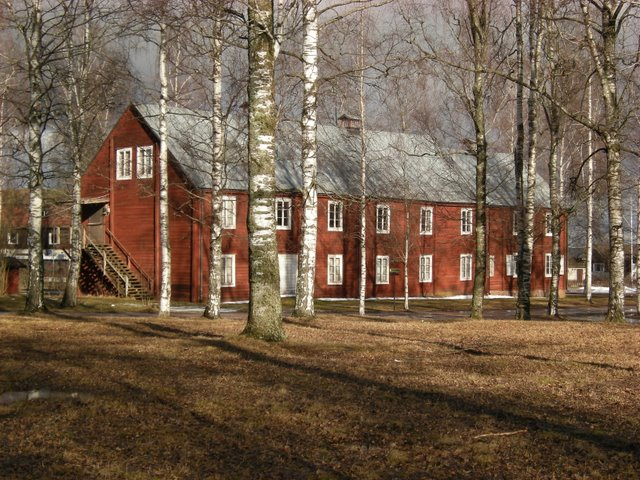
Persedelförrådet.
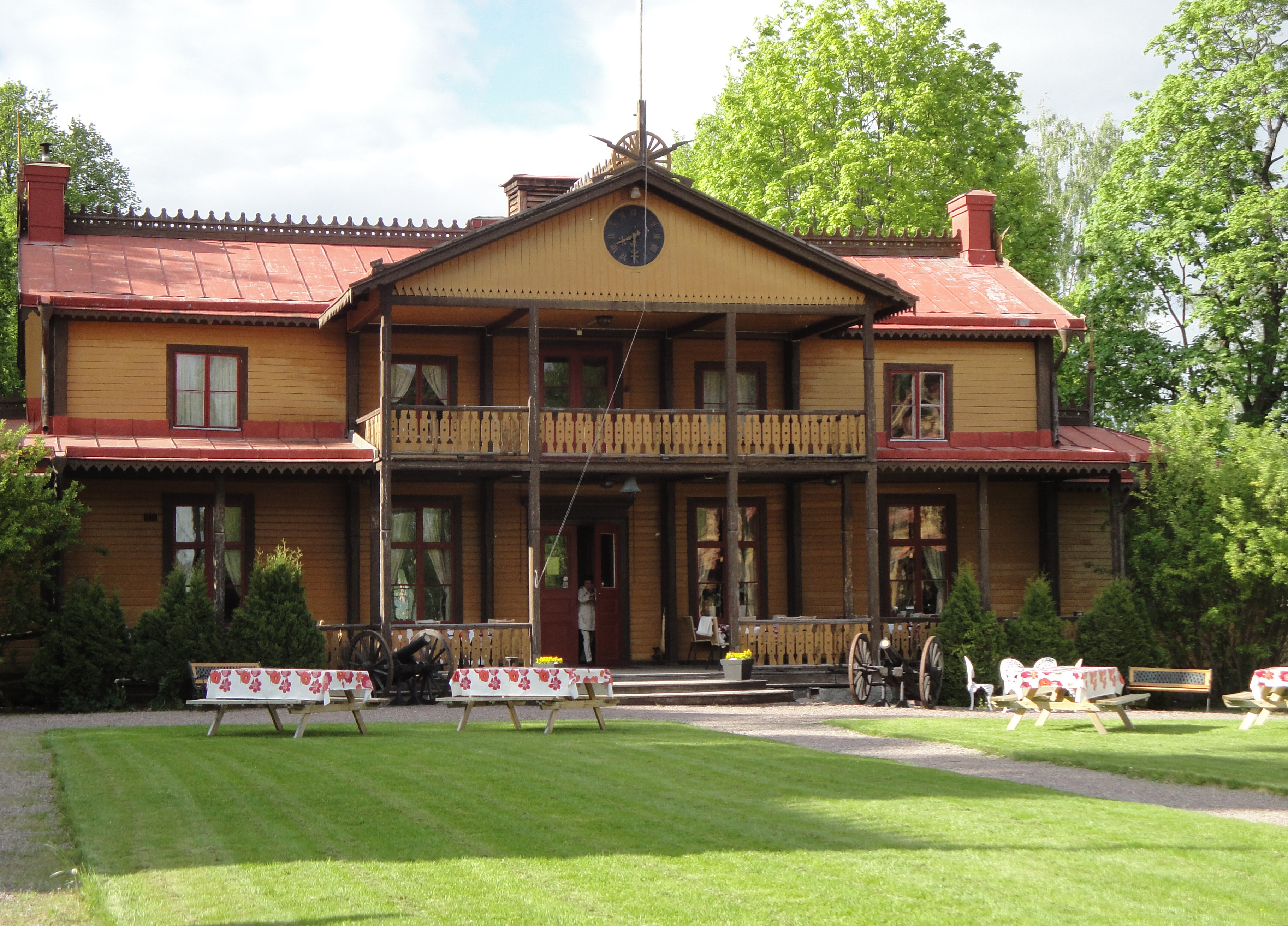
Officersmässen.
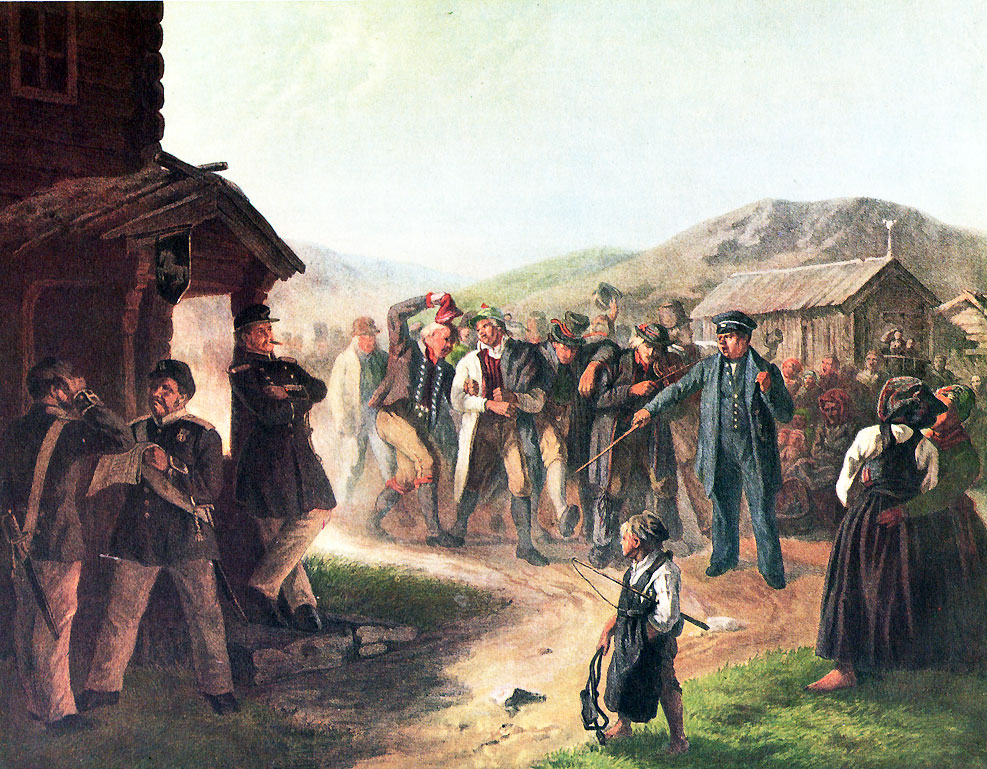
Beväringsgossar på Romme hed. Illustration av Josef Vilhelm Wallander 1864.